# Orcynopsis unicolor
Orcynopsis unicolor (Saint-Hilaire, 1817) Gill, 1862 é uma espécie de peixes da família Scombridae da ordem dos Perciformes. O género Orcynopsis é monotípico, incluindo apenas esta espécie.

## Descrição
Os machos podem alcançar os 130 cm de comprimento total  e os 13,1 kg de peso.
A espécie tem distribuição natural nas águas costeiras do Atlântico Nordeste, desde Oslo (Noruega) até Dakar (Senegal), e no sul do Mediterrâneo. Está ausente da Madeira, das Canárias e de Cabo Verde.